# Electricite du Cambodge FC
Electricite du Cambodge là một câu lạc bộ bóng đá (bóng đá) ở Phnom Penh, Campuchia. Đội chơi ở Giải vô địch bóng đá Campuchia, bộ phận hàng đầu của bóng đá Campuchia.

## Đội hình hiện tại
Ghi chú: Quốc kỳ chỉ đội tuyển quốc gia được xác định rõ trong điều lệ tư cách FIFA. Các cầu thủ có thể giữ hơn một quốc tịch ngoài FIFA.
| Số | VT | Quốc gia  | Cầu thủ                      |
| -- | -- | --------- | ---------------------------- |
| 1  | TM | Campuchia | Som Sokundara                |
| 2  | HV | Campuchia | Oem Vinun                    |
| 3  | HV | Campuchia | Manh Puthipanha              |
| 5  | HV | Campuchia | Chhoeung Visinu (đội trưởng) |
| 6  | TV | Campuchia | Khun Sengthai                |
| 7  | TĐ | Campuchia | Chantha Chanteaka            |
| 9  | TĐ | Campuchia | Hav Soknet                   |
| 10 | TĐ | Campuchia | Chhout Senteang              |
| 11 | TV | Campuchia | Sean Sopheaktra              |
| 12 | HV | Campuchia | Heng Kimhong                 |
| 13 | TV | Campuchia | Le Songpov                   |
| 14 | TV | Campuchia | Son Sovanpanha               |
| 15 | HV | Campuchia | Sron Visal                   |

| Số | VT | Quốc gia  | Cầu thủ               |
| -- | -- | --------- | --------------------- |
| 16 | HV | Campuchia | Sron Rithysak         |
| 18 | TM | Campuchia | Tuoth Sarouth         |
| 19 | TV | Campuchia | Chreng Chanvirak      |
| 21 | TĐ | Campuchia | Try Bunseangdyalen    |
| 22 | HV | Campuchia | Ouch Panhaseth        |
| 23 | TV | Campuchia | Im Dara               |
| 25 | TM | Campuchia | Eng Keodavid          |
| 26 | HV | Campuchia | Pok Oudom             |
| 27 | HV | Campuchia | Phhorn Oy             |
| 30 | HV | Campuchia | Chan Meta             |
| 35 | TĐ | Campuchia | Krai Kimsing          |
| 36 | HV | Campuchia | Chin Vannak (đội phó) |

## Thống kê đội hình
| Số áo | Vị trí | Cầu thủ          | VĐQG | VĐQG      | Hun Sen Cup | Hun Sen Cup | Tổng cộng | Tổng cộng |
| Số áo | Vị trí | Cầu thủ          | Trận | Bàn thắng | Trận        | Bàn thắng   | Trận      | Bàn thắng |
| ----- | ------ | ---------------- | ---- | --------- | ----------- | ----------- | --------- | --------- |
| 1     | GK     | Khun Udom        | 0    | 0         | 0           | 0           | 0         | 0         |
| 3     | DF     | Ouk Vanne        | 0    | 0         | 0           | 0           | 0         | 0         |
| 5     | DF     | Chhoeung Visnu   | 8    | 0         | 0           | 0           | 8         | 0         |
| 6     | MF     | Nan Punlok       | 0    | 0         | 0           | 0           | 0         | 0         |
| 7     | FW     | Phanny Y Rotha   | 0    | 0         | 0           | 0           | 0         | 0         |
| 8     | MF     | Nop David        | 7    | 0         | 0           | 0           | 7         | 0         |
| 9     | FW     | Moun Nara (C)    | 7    | 4         | 0           | 0           | 7         | 4         |
| 11    | MF     | Bin Utdom        | 8    | 0         | 0           | 0           | 8         | 0         |
| 12    | DF     | Puth Sotheara    | 0    | 0         | 0           | 0           | 0         | 0         |
| 14    | DF     | Pich Sovannroth  | 5    | 0         | 0           | 0           | 5         | 0         |
| 15    | DF     | Yorn Mesa        | 4    | 0         | 0           | 0           | 4         | 0         |
| 16    | DF     | Mao Bunchantha   | 7    | 0         | 0           | 0           | 7         | 0         |
| 17    | DF     | Phach Socheavila | 6(1) | 0         | 0           | 0           | 6(1)      | 0         |
| 18    | GK     | Som Sokundara    | 9    | 0         | 0           | 0           | 9         | 0         |
| 19    | MF     | Chreng Chanvirak | 0(1) | 0         | 0           | 0           | 0(1)      | 0         |
| 20    | MF     | Chhout Sinteang  | 8    | 0         | 0           | 0           | 8         | 0         |
| 21    | FW     | Sian Sopheaktra  | 5(1) | 1         | 0           | 0           | 5(1)      | 1         |
| 22    | DF     | Ouch Panhaseth   | 1    | 0         | 0           | 0           | 1         | 0         |
| 24    | MF     | Un Chy           | 0(1) | 0         | 0           | 0           | 0(1)      | 0         |
| 25    | DF     | Ry Phearun       | 6    | 0         | 0           | 0           | 6         | 0         |
| 27    | FW     | Ke Vannak        | 7    | 2         | 0           | 0           | 7         | 2         |
| 30    | DF     | Chan Veasna      | 6    | 0         | 0           | 0           | 6         | 0         |
| 32    | MF     | Sao Kimlong      | 0(1) | 0         | 0           | 0           | 0(1)      | 0         |
| 33    | MF     | Phhorn Oy        | 5    | 0         | 0           | 0           | 5         | 0         |
| 99    | FW     | Choun Chum       | 0    | 0         | 0           | 0           | 0         | 0         |

Thống kê chính xác kể từ ngày 16 tháng 3 năm 2019. 